# Nowożuków
Nowożuków (ukr. Новожуків, Nowożukiw) – wieś na Ukrainie, w obwodzie rówieńskim, w rejonie rówieńskim, nad Stubłą. W 2001 roku liczyła 585 mieszkańców.
W okolicach Nowożukowa w lipcu 1920 rozgrywała się bitwa pomiędzy oddziałami polskiej 2 Armii, a armią konną Siemiona Budionnego. Przed  II wojną światową wieś w granicach II Rzeczypospolitej, po 1945  połączono miejscowości Nowożuków i Nowosiółki (ukr. Новосілки, Nowosiłky), nadając im nową nazwę – Iskra (ukr. Іскра). W tym czasie mieściła się we wsi siedziba kołchozu „Iskra”. W 2016 roku przywrócona została nazwa Nowożuków.

## Linki zewnętrzne

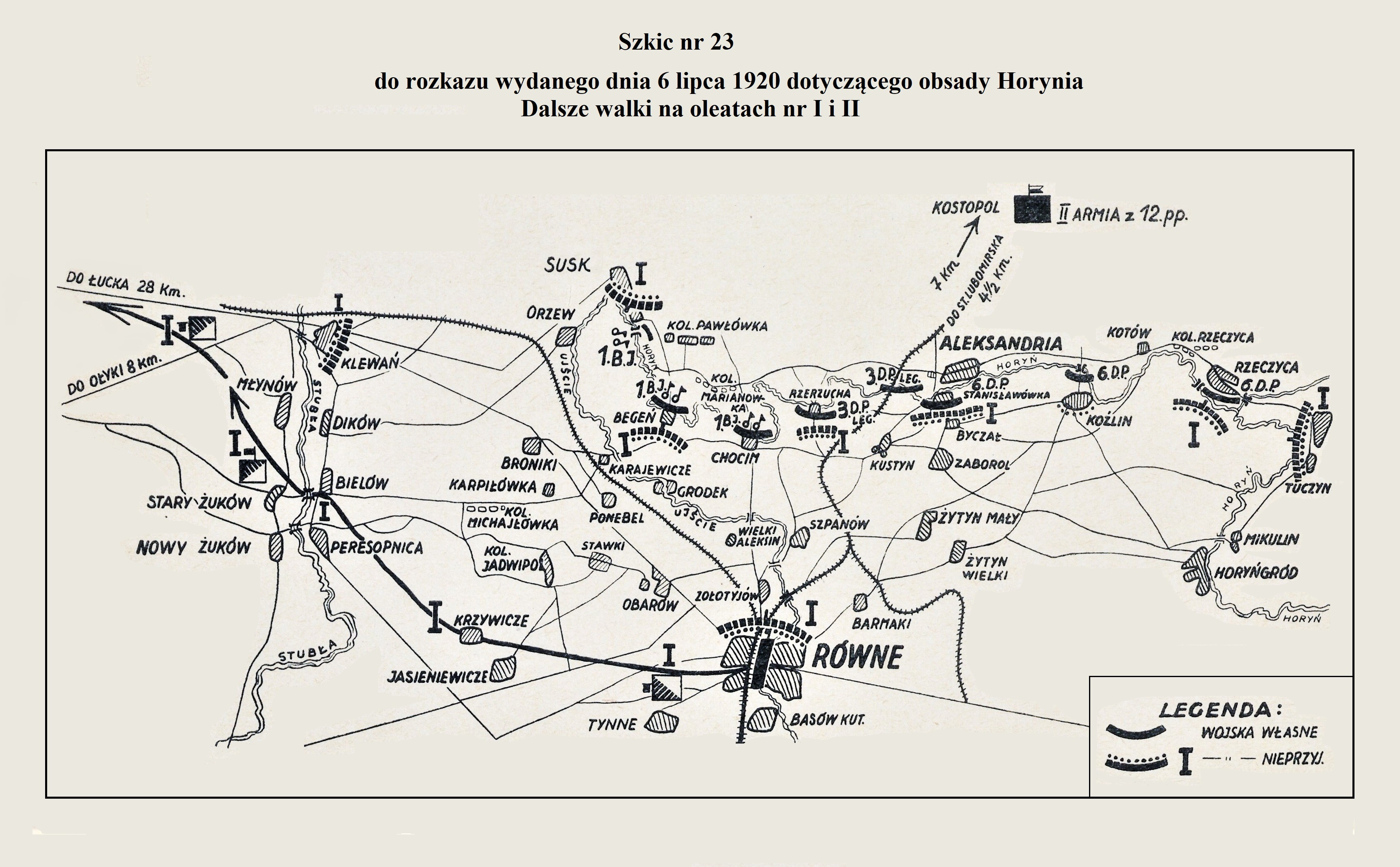
Gen. Kazimierz Raszewski, Wspomnienia z własnych przeżyć do końca roku 1920